# 东俄洛马先蒿
东俄洛马先蒿（学名：Pedicularis tongolensis）是列当科马先蒿属的植物，为中国的特有植物。分布于中国大陆的四川等地，生长于海拔3,500米至3,600米的地区，目前尚未由人工引种栽培。